# KlasJet
Klasjet — литовская авиакомпания, совершающая чартерные рейсы для бизнес-класса. Главный офис находится в Вильнюсе, а сама она является дочерней компанией Avia Solutions Group, занимающейся чартерными перелетами для VIP, предоставляющей ACMI-услуги, а также услуги по управлению полётами в Европе, на Ближнем Востоке, в Африке и Азии для своих B738.

## История
Klasjet была основана в октябре 2013 года компанией Avia Solutions Group. Первым самолетом в её флоте стал Bombardier Challenger 850.
Klasjet получили AOC (лицензия на полеты) в 2014, после чего и запустили свои первые коммерческие рейсы.
В том же году компания обзавелась еще одним Challenger 850, а годом позже — Hawker 800XP. Обе модели оставались в составе флота до 2019 года.
В 2016 Klasjet приобрела свой первый Boeing 737-500. В 2017 году, после получения лицензии категории А на осуществление коммерческих перелетов с более чем 20 пассажирами на борту, компания начала эксплуатацию отремонтированного VIP Boeing 737-500.
Во время проведения Евролиги 2017-2018, Klasjet занимались перевозками игроков литовского баскетбольного клуба Zalgiris Kaunas. В феврале 2018 канадская мужская сборная по хоккею прибывшая в Южную Корею на олимпиаду избрала Boeing 737-500 компании для своих перелетов, для чего борт был адаптирован для целей транспортировки хоккейной команды.
В течение 2018 и 2019 годов компания расширила свой флот четырьмя дополнительными VIP Boeing 737-500.
В марте 2020 Klasjet безвозмездно транспортировали десятки тысяч медицинских масок и перчаток в Литву. В июне 2021 года, в разгар пандемии и паралича международных перелетов, Klasjet осуществили эвакуацию граждан Южной Кореи из Ганы в Республику Корею.
В 2020 году, совместно с грузовым авиаперевозчиком Bluebird Nordic, Klasjet расширили список своих услуг грузовыми транспортировками и арендовали до 2021 Boeing 737-300 для этих целей.
После 2021 пилоты Klasjet приняли участие в программе подготовке Pilot Peer Support Program (PPSP), организованной BAA.
В декабре 2021 Klasjet перевезли двух спасенных диких животных в Северную Танзанию. Если учесть, что животные при этом находились в самой кабине Boeing 737-500, этот перелет являлся беспрецедентным в своем роде.
В феврале 2023 компания начала предоставлять услуги ACMI (сокращение от английских Aircraft(самолет), Crew(экипаж), Maintenance(обслуживание), Insurance(страхование)). Также обзавелась восьмью Boeing 737-800. В том же месяце первый из впоследствии двух самолетов, Boeing 737-500, был отправлен в Dubai World Central по лизингу. Месяц спустя, к нему добавился Boeing 737-300.
В марте компания презентовала Boeing 737-300 для рейсов в Объединенное Королевство и распорядилась переместить два борта в Dubai World Central (DWC).
В 2023 году компания Klasjet предоставила два Boeing 737-800 сербской авиакомпании Air Serbia для выполнения регулярных авиарейсов.

## Флот
По данным на март 2022 года флот авиакомпании KlasJet состоит из 14-и самолётов:
| Тип самолёта    | В эксплуатации |
| Boeing 737-300  | 2              |
| Boeing 737-500  | 3              |
| Boeing 737-800  | 7              |
| Challenger 850  | 1              |
| Boeing 737 BBJ2 | 1              |
| Всего           | 14             |

## Фотографии

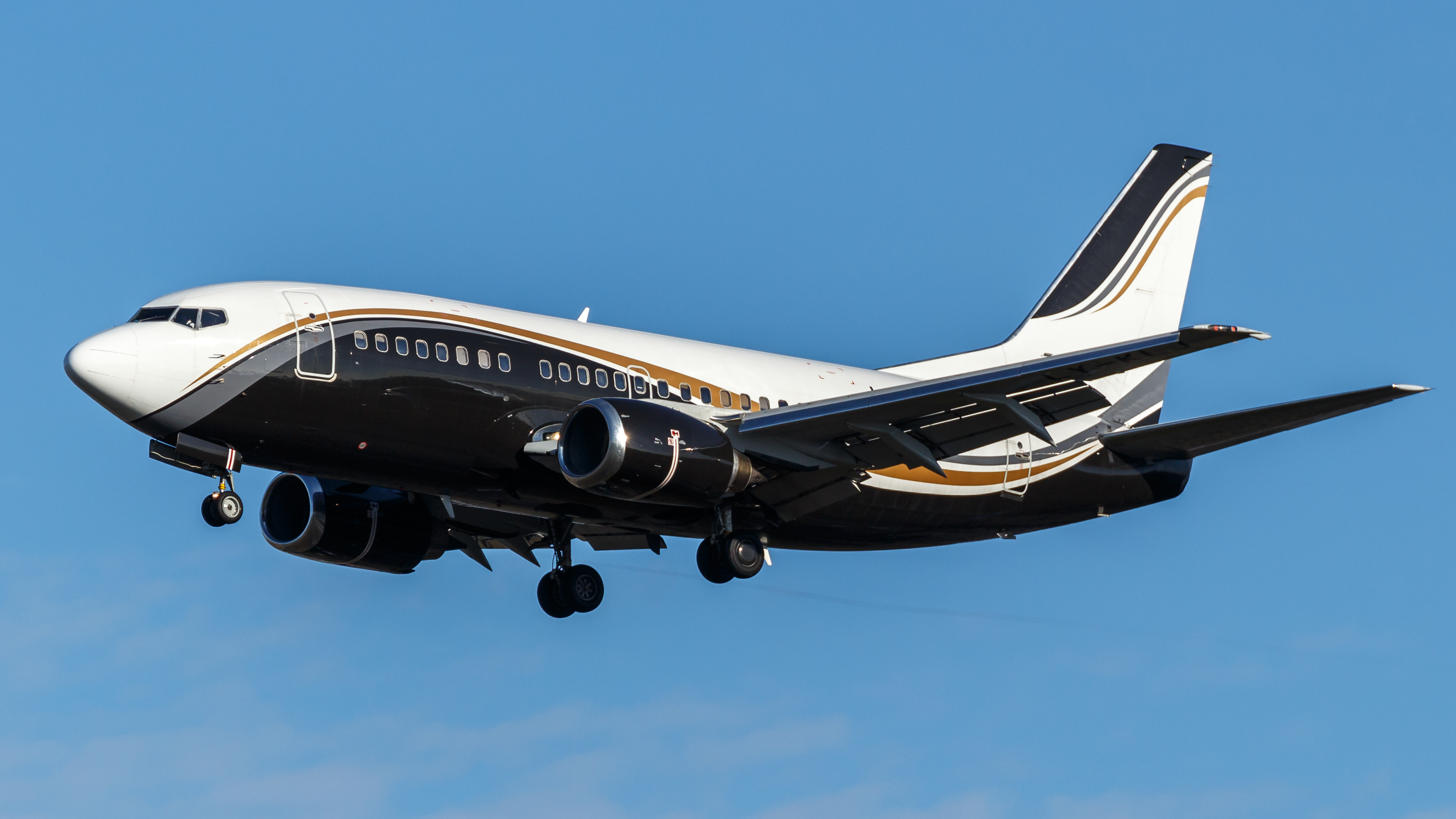
Boeing 737-500 LY-KLJ
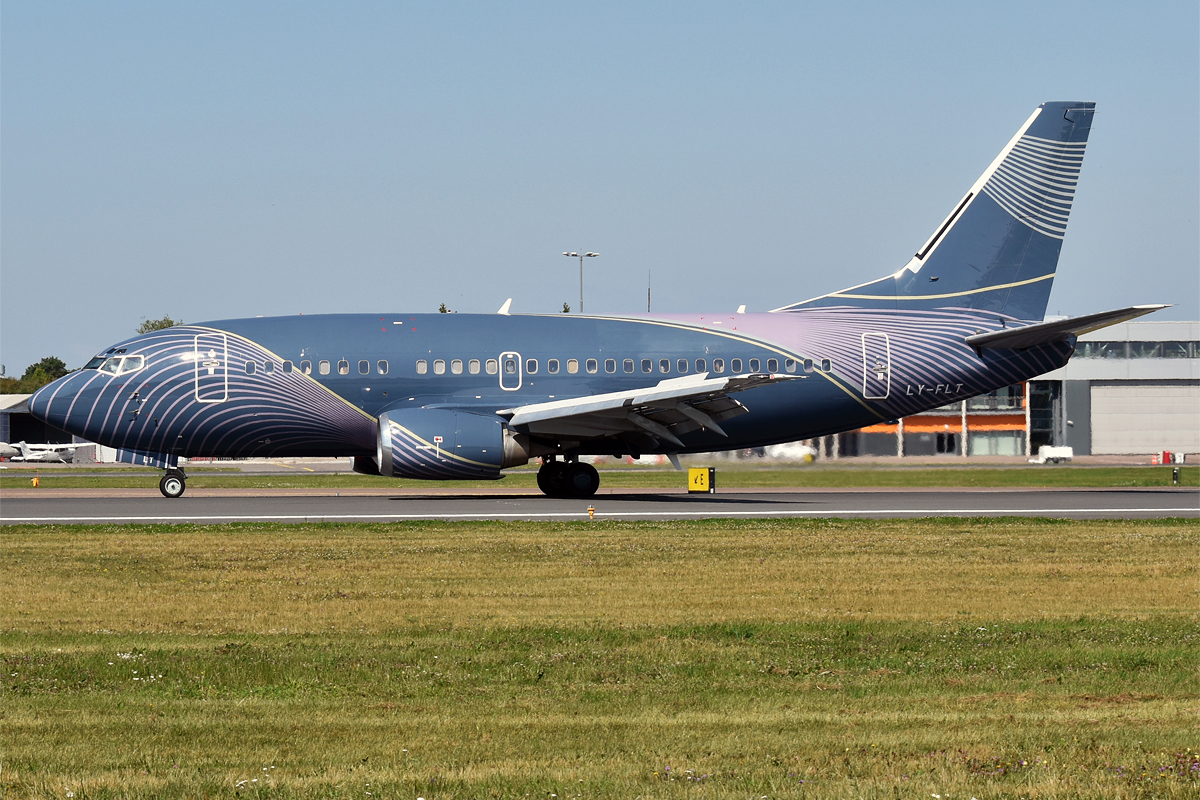
Boeing 737-500 LY-FLT
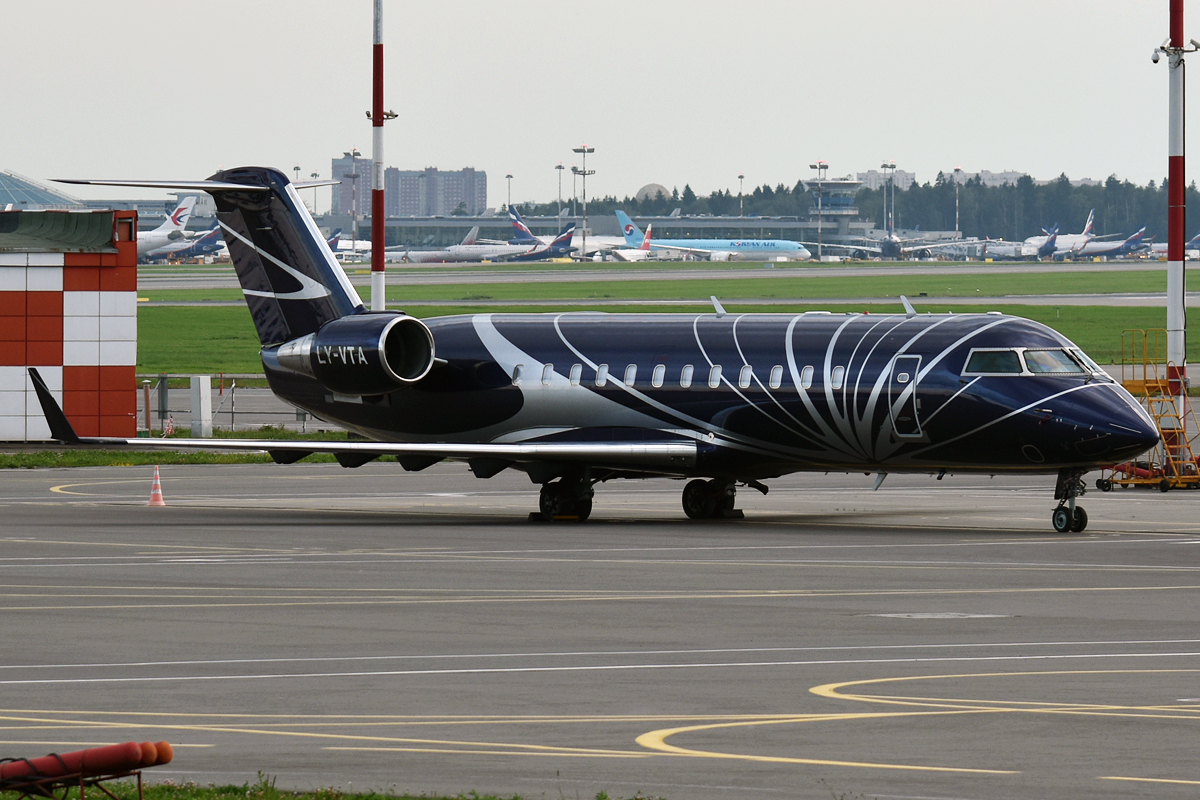
Bombardier CRJ-200LR LY-VTA
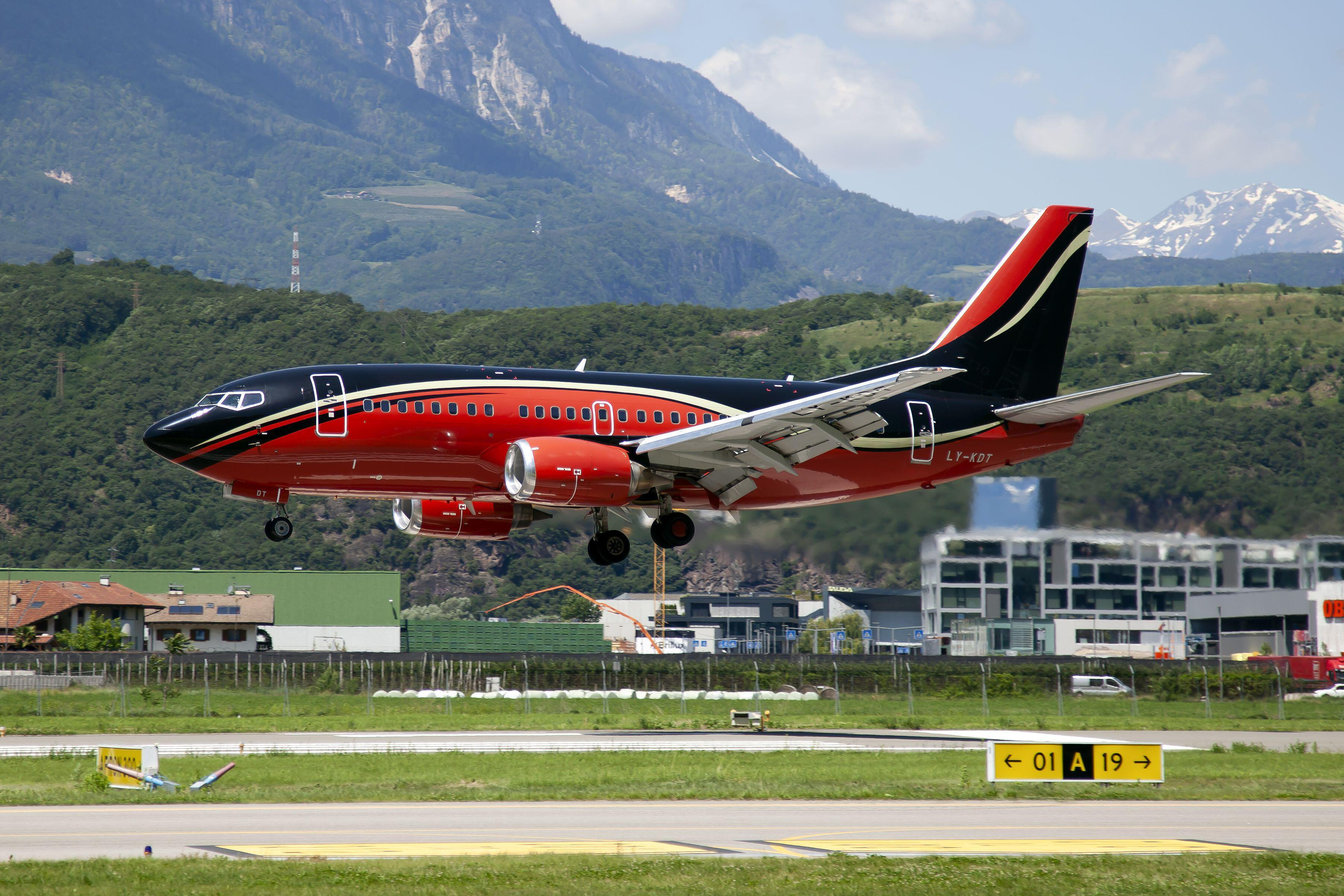
LY-KDT, Boeing737-500 (KlasJet)